# Good vibes (Gary Burton)
Good vibes is een studioalbum van Gary Burton. Het is opgenomen in New York, grotendeels van 2 tot en met 4 september 1969. De leiding van de opnamen was in handen van muziekproducent Joel Dorn. De tracks 1 en 2 zouden dateren van opnamen van 11 maart 1970, toen werd ook Arif Mardin als producent ingeschakeld. Het album bevat instrumentale fusion met rockinvloeden. Billboard kondigde het album aan in augustus 1970.

## Musici
- (elektrische) virbrafoon, piano, hammondorgel – Gary Burton
- gitaar: San Brown, Jerry Hahn, Eric Gale
- contrabas, basgitaar – Steve Swallow
- bisgitaar: Chcuk Rainey
- toetsinstrumenten – Richard Tee
- slagwerk, percussie – Bill Lavorgna, Bernard Purdie

## Muziek
| Nr. | Titel                                                     | Duur |
| --- | --------------------------------------------------------- | ---- |
| 1.  | Vibrafinger (Burton)                                      | 6:38 |
| 2.  | Las Vegas tango (Gil Evans)                               | 6:31 |
| 3.  | Boston marathon (Barton)                                  | 7:23 |
| 4.  | Pain in my heart (Naomi Neville)                          | 4:47 |
| 5.  | Leroy the magician (Burton)                               | 6:13 |
| 6.  | I never loved a man (the way I love you) (Ronnie Shannon) | 5:14 |

I never loved a man (the way I love you) is een cover van de gelijknamige single van Aretha Franklin. Pain in my heart werd eerder gezongen door Otis Redding.